# 365 Corduba
365 Corduba è un asteroide della fascia principale del diametro medio di circa 105,92 km. Scoperto nel 1893, presenta un'orbita caratterizzata da un semiasse maggiore pari a 2,8054621 UA e da un'eccentricità di 0,1543499, inclinata di 12,77404° rispetto all'eclittica.
Il suo nome trae probabilmente origine da Cordŭba, il nome latino della città di Cordova in Spagna.